# Henry Austin (Politiker)
Henry Austin (* 20. Oktober 1920 in Sakthikulangara, Kollam; † 15. Mai 2008 in Thiruvananthapuram) war ein indischer Politiker und Botschafter.

## Leben
Henry Austin war Journalist, Politiker, Sozialarbeiter, Gewerkschafter und Kongressabgeordneter von Kerala. Er besuchte die Schule in Kollam und studierte am St. Aloysius College (Mangalore), der Gesellschaft Jesu in Mangalore, Karnataka sowie in Nagercoil, und Washington, D.C. Er absolvierte die Kunsthochschule in Thiruvananthapuram, Kerala, wo er anschließend an der Juristischen Hochschule Rechtswissenschaft studierte.
Ab 1959 war er Mitglied des All India Congress Committee (AICC) des Indischen Nationalkongresses.
Von 1959 bis 1961 war er Generalsekretär des Kerala Pradesh Congress Committee.
Von 1971 bis 1973 und von 1977 bis 1980 saß er für den Wahlkreis Ernakulam Lok Sabha Kerala im indischen Parlament. Bei der Wahl 1979 trat er im Wahlkreis Ernakulam Lok Sabha Kerala, Xavier Arackal für die Kongresspartei an, der sich für Indira Gandhi ausgesprochen hatte.
Vom 28. Juli 1979 bis 14. Januar 1980 war er in der Regierung von Chaudhary Charan Singh beamteter Staatssekretär für Zivil- und Nahrungsmittelversorgung.
Vom 2. September 1987 bis 3. März 1990 war er Botschafter in Lissabon.
Austin besuchte seine Tochter in Thiruvananthapuram, wo er auf dem Weg ins Krankenhaus starb. Er liegt auf dem Friedhof der Infant Jesus Church in Kochi (Indien).